# Liste der Nationalstraßen in Pakistan

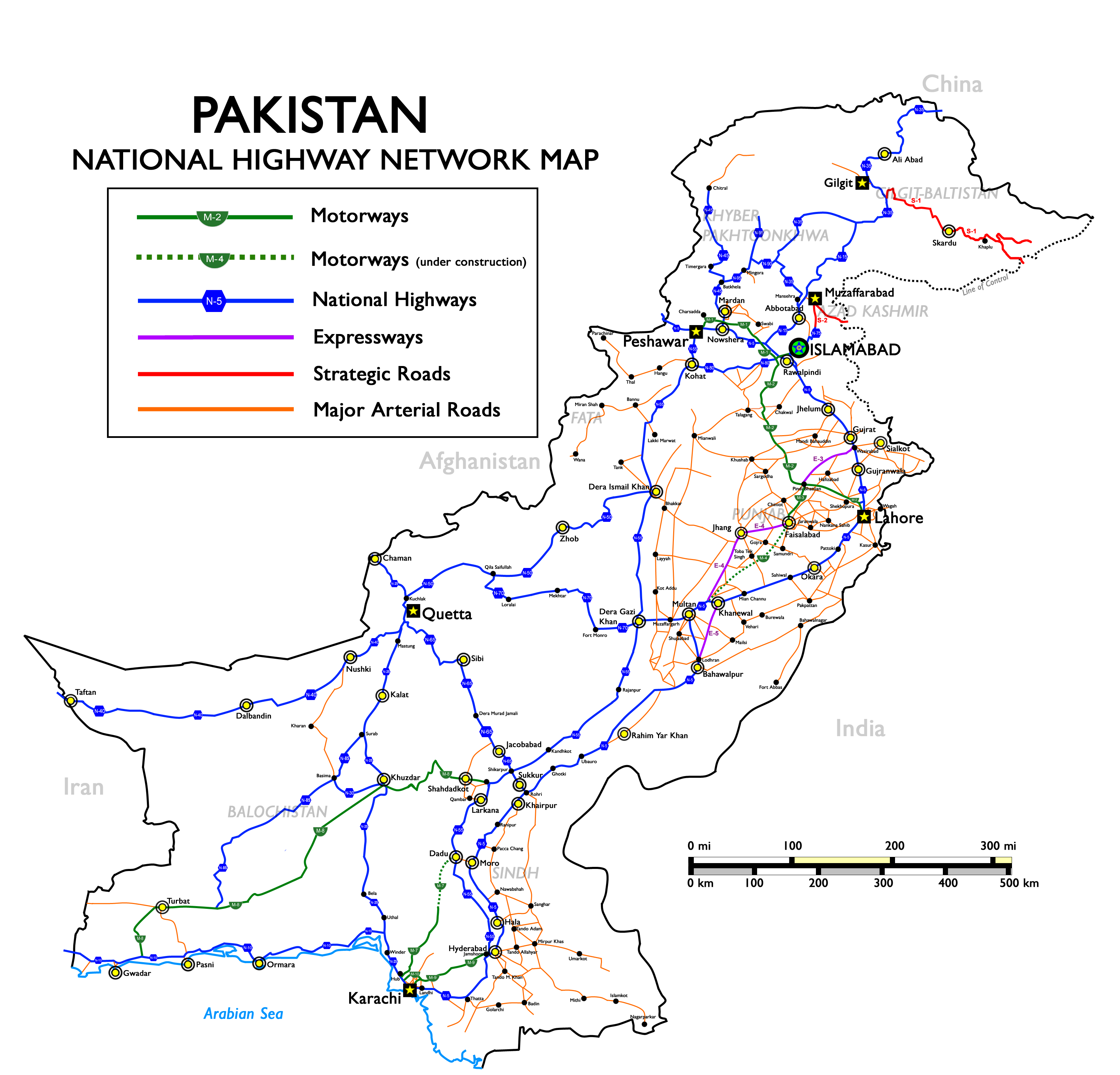

Pakistan verfügt über ein flächendeckendes System der nationalen Schnellstraßen, die sich von den derzeit im Bau befindlichen Autobahnen unterscheiden. Die National Highway Authority ist auch für alle nationalen Schnellstraßen verantwortlich. National Schnellstraßen beginnen mit dem Buchstaben N dazwischen ein Bindestrich denen 1–2 Ziffern gefolgt z. B. N-75. Einige nationale Schnellstraßen beginnen mit dem Buchstaben S oder E.

## Nationalstraßen
| Kurz | Name | Verlauf                                                                             | Länge   |
| ---- | ---- | ----------------------------------------------------------------------------------- | ------- |
|      | N-5  | Karatschi – Hyderabad – Multan – Lahore – Rawalpindi – Peschawar – Torkham          | 1819 km |
|      | N-10 | Karatschi – Pasni – Gwadar                                                          | 653 km  |
|      | N-15 | Mansehra – Naran – Jalkhand – Chilas                                                | 240 km  |
|      | N-25 | Karatschi – Bela – Khuzdar – Kalat – Quetta – Chaman                                | 813 km  |
|      | N-30 | Basima – Khuzdar                                                                    | 110 km  |
|      | N-35 | Hasan Abdal – Abbottabad – Thakot – Gilgit – Khunjerab – Grenze China               | 806 km  |
|      | N-40 | Quetta – Nukshi – Dalbandin – Nok Kundi – Taftan (Grenze Iran) – Mirjaveh – Zahedan | 610 km  |
|      | N-45 | Nowshera – Dir – Chitral                                                            | 309 km  |
|      | N-50 | Kuchlack – Zhob – Dera Ismail Khan                                                  | 531 km  |
|      | N-55 | Karatschi – Kotri – Shikarpur – Dera Ghazi Khan – Kohat – Peschawar                 | 1264 km |
|      | N-65 | Sukkur – Sibi – Quetta                                                              | 385 km  |
|      | N-70 | Qila Saifullah – Loralai – Dera Ghazi Khan – Multan                                 | 447 km  |
|      | N-75 | Islamabad – Satra Mile – Lower Topa – Murree – Kohala                               | 90 km   |
|      | N-80 | Tarnol – Kohat                                                                      | 146 km  |
|      | N-85 | Hoshab – Pangjur – Nag – Basima – Surab                                             | 487 km  |
|      | N-90 | Kwazakhela – Alpuri – Besham                                                        | 64 km   |
|      | N-95 | Chakdara – Mingora – Manglour – Kwazakhela – Madyan – Bahrain – Kalam               | 135 km  |
|      | S-1  | Gilgit – Skardu                                                                     | 167 km  |
|      | S-2  | Kohala – Muzaffarabad                                                               | 40 km   |
|      | S-3  | Muzaffarabad – Chakothi                                                             | 55 km   |
|      | E-3  | Wazirabad – Pindi Bhattian                                                          | 100 km  |
|      | E-4  | Faisalabad – Jhang – Khanewal                                                       | 184 km  |
|      | E-5  | Khanewal – Lodhran                                                                  | 100 km  |